# Papillaria fuscescens
Papillaria fuscescens là một loài Rêu trong họ Meteoriaceae. Loài này được (Hook.) A. Jaeger miêu tả khoa học đầu tiên năm 1877.